# 惑星協会
惑星協会（わくせいきょうかい、英: The Planetary Society）は、天文学、惑星科学、宇宙探査などに関して、研究・広報・政治的提唱などを行う、国際的なNPO。

## 概要
米国カリフォルニア州のパサデナ（NASAのジェット推進研究所のある都市）を本拠とし、1980年にカール・セーガン、ブルース・マレイ、ルイ・フリードマンにより設立された。この協会のミッション（使命、役割）は「Empowering the world’s citizens to advance space science and exploration".（世界の市民が、宇宙の科学と探査を前進させることを後押しすること」と表明されており、協会は火星やその他の太陽系の探査、地球近傍天体の発見、地球外生命の探査 (SETI) を目的としている。そして、宇宙空間の商業的利用や軍事的利用には否定的な立場を取る。
2006年現在、世界140ヶ国に10万人以上の会員を擁する組織である。
会員の構成は幅広く、アメリカ航空宇宙局 (NASA) 所属の研究者や著名な天文学者、更に一般の天文学愛好家まで幅広い。賛助会員として、法人なども運営に協力しており、世界有数の宇宙研究支援組織として活動が行われている。SETI@homeなども、元々は、惑星協会のプロジェクトとして始まり、現在は全米科学財団の支援を受けている。また、他のプロジェクトとしては、マイクロソフトの創業者の一人である、ポール・アレン氏の支援を受けたSETIプログラムの運営などにもあたる。

## 組織
各国に設けられているのは支部であるが、各国ごとの運営がなされている。2011年まで存在した日本惑星協会の場合には全面連携関係にあり、日本惑星協会の会員は、そのままアメリカ惑星協会の会員として登録され、各種活動に参加できることになっていた。
特に、NASAとの連携に強いため、NASA関連の人物や講師などによる公開講座が多く開かれる。また、宇宙航空研究開発機構 (JAXA) の職員も、参加もしくは賛同しているため、協力関係にある。

### 日本惑星協会
1999年に日本惑星協会が設立された。太陽系を中心とする宇宙開発の啓蒙活動に取り組んできたが、関係者の高齢化が進み、2011年7月20日に最後のメールマガジンを配信して解散した。会員は約350人で、解散時のメールマガジンの読者は約1万人に達していた。
日本の小惑星探査機「はやぶさ」ミッションでは、はやぶさのターゲットマーカーに名前を乗せる「星の王子さまに会いに行きませんか」キャンペーンを行い、約88万人の応募を集めた。
- 2011年解散時の会長は水谷仁（JAXA名誉教授、『ニュートン』編集長）、副会長は小林陽太郎。
- 日本での賛助会員は、富士ゼロックス（現:富士フイルムビジネスイノベーション）、株式会社博報堂、三菱電機（現:パナソニック）、小川モータ株式会社（自動車修理販売業）。

2015年7月、4年ぶりに活動を再開することが発表された。

## プラネタリーレポート
プラネタリーレポート (The Planetary Report) は惑星協会の隔月の会報であり、最新の宇宙探査等に関する情報を提供している。その他には、宇宙関連の書籍の紹介や協会の活動の紹介など。また、協会の運営費に役立てるために、グッズの販売なども行われている。
日本惑星協会においては日本語訳とともに配布されていた。

## ソーラーセイル実験機

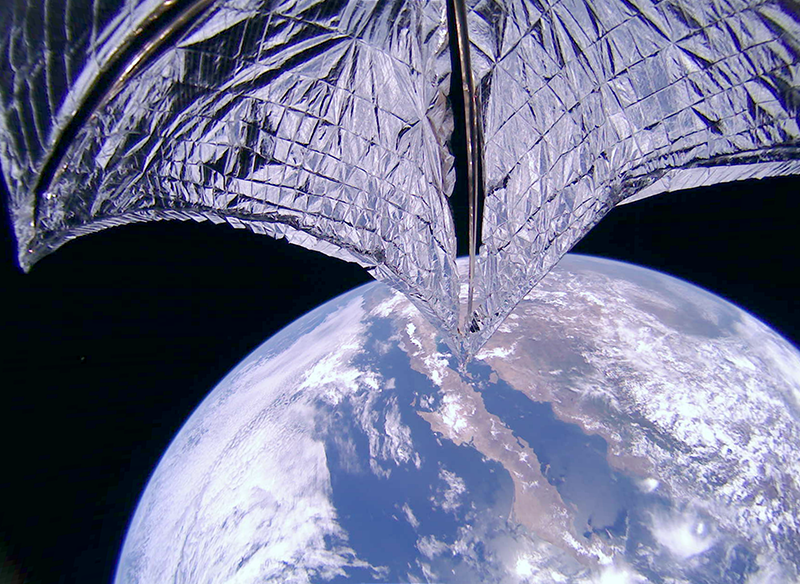
宇宙空間で帆を展開するライトセイル2号

惑星協会は複数のソーラーセイル実験機の開発を行っている。コスモス1号は、NASA及びその支援を受けた惑星協会が開発したソーラーセイルの実験機で、15mほどの三角形の帆8枚から構成されている。2001年7月にロシアのヴォルナロケットにより本機のテスト機が打ち上げられ、展開試験を行う計画であったが、これはロケットの不具合により失敗に終わった。2005年6月には同ロケットにより実際に打ち上げられたが、同じくロケットの不具合により失敗した。 2015年に今度はアトラスVロケットのピギーバック衛星として実験機ライトセイル1号を打ち上げ、ようやく帆の展開に成功した。さらに2019年にはより本格的な実証機ライトセイル2号を打ち上げ、ついに軌道上での試験に成功した。
ソーラーセイル型の宇宙船の開発計画の目的は、将来月・火星や金星などの太陽系内天体へ探査機を送る上で、省エネルギーであることがメリットであり開発が進められている。探査機の推力は、一般のロケットエンジンには及ばないが、設計や運用によってはイオンエンジン（電気推進）と同等になる可能性を秘めている。そのため、小さなカメラや測定機器を積んで、月・火星・金星・水星・小惑星などへの探査計画への応用が期待されている。

## その他
惑星協会のホームページでは、WEBラジオ技術を用いた宇宙探査やSETIに関する解説なども実施している。